# Шахрух Хан
Шагрух Хан, Шаг Рух Хан (гінді शाहरुख़ ख़ान, [ʃaːɦ.ɾʊx.xaːn], урду شاہ رخ خان, [ʃaːɦ.ɾʊx.xaːn], англ. Shah Rukh Khan; *2 листопада 1965) — індійський кіноактор, а також продюсер та телеведучий. Часто згадується як «Король Болівуду», Хан зіграв у більш ніж 90 індійських фільмах.
Хан почав свою кар'єру з декількох серіалів на телебаченні у кінці 1980 року. Він дебютував у кіно у фільмі  Дівана  (1992). З тих пір він став частиною численних комерційно успішних фільмів і заслужив схвалення критиків за свої ролі. Хан виграв чотирнадцять акторських нагород за його роботу в Індійських фільмах, вісім з яких знаходяться в номінації Найкраща чоловіча роль.

## Біографія
Хан народився в 1965 році у мусульманській пуштунській родині в Нью-Делі, Індія. Його батько, Тадж-Мухаммед-хан, був борцем за незалежність Індії з Пешавара, а також адвокатом який переїхав звідти в Нью Делі після розділу Індії. За словами Хана, його дід по батьковій лінії був родом з Афганістану. Його мати, Латіф Фатіма була прийомною дочкою Генерал-майора Шах Наваз Хана з раджпуту Джанджуа, що у Равалпінді, зараз це територія Пакистану. Також він має старшу сестру Шехназ, яка в дитинстві через нещасний випадок захворіла на невиліковну хворобу і якій Шахрух досі зараз допомагає.
Виріс в Раджендра Нагар.Закінчив школу у Делі, потім навчався в Делійському Університеті за спеціальністю «економіка». Згодом вступив на магістратуру за спеціальністю "масові комунікації ", але вирішив стати актором.

## Кар'єра актора
Почав свою акторську кар'єру з індійського серіалу Обранець у 1988 році, а також у наступних декількох серіалах, в тому числі чотирьохсерійного серіалу Ідіот за мотивами книги Ф. Достоєвського
У Болівуді він ввірвався на мотоциклі в фільмі Божевілля, за який згодом отримає Filmfare Award за кращу дебютну чоловічу роль, хоча перший фільм, до якого він уклав контракт і режисером якого виступила Ґема Маліні, був Міс Мая.
У 1993 році він зіграв роль у двох дуже значних фільмах. За фільм Гравець, де він вбиває свою дівчину через помсту своєму ворогові, дочкою якого вона і є, він отримав Filmfare Award за кращу чоловічу роль. Також він отримує індійський приз Filmfare Award за кращу чоловічу роль на думку критиків.
В наступному році він за фільм Каприз отримує Filmfare Award за кращого антагоніста, а роком раніше за фільм Страх потрапляє у номінацію даної категорії.
Рік 1995 виявився найвдалішим за 30 років кар'єри Шахруха. Фільм Хоробре серце відвезе свою наречену, головна чоловіча роль якого змаість Хана могла дістатися Тому Крузу[джерело?], називають «найкращим індійським фільмом 19-го сторіччя»[джерело?]. За нього Хан отримав другу нагороду Filmfare Award за кращу чоловічу роль, а його партнерка Каджол, з яким вона вперше знялася у фільмі Гравець, отримала свою першу нагороду Filmfare Award за кращу жіночу роль.
1996 рік для Шахруха можна віднести як невдаліший рік у його кар'єрі, бо всі три фільми провалилися в прокаті.
А рік 1997 можна назвати одним з найвдалішим у його кар'єрі, він мало чим поступається 1995. Він отримав свою третю Filmfare Award за кращу чоловічу роль за фільм Божевільне серце, і мав номінацію за фільмТак бос.
Вперше і в останнє в своїй кар'єрі Шахрух отримує двічі поспіль Filmfare Award за кращу чоловічу роль за фільм 1998 року Щось відчувається, і знову з Каджол в головній ролі. Також в цьому році номінується за фільм Всім серцем….
У 1999 році знімається у фільмі Бадшах.ю відкриває ще одну категорію «індійського Оскара» Filmfare Award за кращого комедійного актора, але тільки як номінант, який в тому році виграв актор Говінда.
У 2000 році фільм Закохані та у 2001 картина І в радості, і в смутку приносять лише номінацію Filmfare Award за кращу чоловічу роль.
В 2002 році Фільм Санджая Ліли Бхансалі Девдас, написаний знаменитим бенгальським письменником Шарачандрою Чаттерджі у 1917 році, став не лише популярним в Індії, а й по всьому світу. Кхан отримав 5-ту Чорну Леді за кращу чоловічу роль.
2003 року він мав лише номінації за фільми Дорогами кохання та Чи зійде завтра сонце над блакиттю?, останній з яких став популярним у світі та який розповідає про життя індійської діаспори в США.
У 2004 році 3 номінації за головну роль у фільмах Вір і Зара, Ти зі мною поруч, Любов до Батьківщини і перемога в останньому.
2005 рік це провал фільму Загадка. Шах не отримав навіть номінації.
Фільм Дон 2006 року став одним з кращих бойовиків індійського кіноматографу і залишається таким до сьогодні[джерело?]. Цей ремейк 1976 року з Амітабхом Баччаном в головній ролі приніс Кхану лише чергову номінацію.
2007 рік варто віднести до одних з 4- х найвдаліших років після 1997, 1998 і 2004 років, бо актор двічі номінувався на кращу чоловічу роль за фільми Ом Шанті Ом і Вперед, Індія, за яку і отримав 7-у Filmfare Award за кращу чоловічу роль. До рекорду, який встановив Діліп Кумар у в даній категорії у 1983 році, залишалася одна статуетка.

## Особисте життя
Після смерті батька (а це було у 1981 році) Фатіма Хан мала тяжко працювати, щоб дати змогу довчитися її сину і щоб він зміг стати на ноги. Це і підкосило її здоров'я і вона померла через 10 років після смерті чоловіка. Ця обставина змусила молодого парубка із столиці Індії переїхати до столиці індійського кіно Бомбею, де він почав зніматися у кіно. Але не тільки це змусило його переїхати. Ще в Нью-Делі на одній з вечірок йому «вперше в житті сподобалась якась дівчина» і він закохався в свою майбутню наречену. Вона була індускою, а він мусульманином, тому її батьки були категорично проти такого шлюбу, ще й тому що він не мав копійчини. І як у фільмі "Невикрадена наречена", тільки з точності до навпаки він викрав свою наречену. Пізніше його тітка скаже, що вона зробила помилку і дякує Богові що склалося все на краще.[джерело?]
Зараз у подружжя троє дітей: Ар'ян (1997), Суґана (1999) і від сурогатної матері Абраґам (2013).

## Статки
Станом на 2017 рік є найбагатшим актором Індії і займає друге місце після Джефрі Сайнфілда в списку найбагатших акторів світу всіх часів, випереджаючи таких акторів як Том Круз, Джонні Депп, Том Хенкс, Кіану Рівз та багато інших голлівудських акторів.[джерело?] Статки його складають 600 мільйонів доларів. В цю суму також входить його дім Маннат у Бомбеї, а також квартиру у Лондоні і дім у Дубаї.[джерело?]
Також окрім цих грошей є інші суми, які належать його дружині(бо вона є продюсером його фільмів в основному), а також його старшим дітям.[джерело?]

## Визнання
- У 2013 році журнал «Форбс» визнав його «Найкращою суперзіркою у світі».[джерело?]
- Він є третім індійським актором чия воскова фігура знаходиться у музеї мадам Тюссо (разом з Амітабхом Баччаном і Айшварією Рай).[джерело?]

## Цитати з життя і фільмів
-У великих містах трапляються маленькі неприємності, сеньйорита (Хоробре серце відвезе наречену)
-Нема сили могутнішої ніж сила невзаємного кохання(Як же тяжко серцю)
-Любов починається з дружби. Любов — це дружба (Щось відбувається)
-…Але одного разу я все-таки згадав про тебе…Коли дихав…(Девдас)

## Фільмографія
| Рік  |     | Українська назва                         | Оригінальна назва                   | Роль                                    |
| ---- | --- | ---------------------------------------- | ----------------------------------- | --------------------------------------- |
| 1988 | с   | Солдат                                   | Fauji/Soldier                       | Абхіманью Рай                           |
| 1989 | с   | Коли Енні зловживає...                   | In which Annie gives it those ones  | Сеньйор                                 |
| 1989 | с   | Цирк                                     | Circus                              | Шеґраван                                |
| 1991 | тф  | Ідіот                                    | Idiot                               | Паван Раґуджан                          |
| 1992 | ф   | Божевілля                                | Deewana                             | Раджа Саґаї                             |
| 1992 | ф   | Чаклунства чудеса                        | Chamatkar                           | Сундер Шрівастав                        |
| 1992 | ф   | Мрії джентльмена                         | Raju ben gaya gentelman             | Радж Матура Раджу                       |
| 1992 | ф   | Серця знають                             | Dil aashna hai/...The hearts knows  | Каран Сінґ                              |
| 1993 | ф   | Міс Мая                                  | Maya Memsaab                        | Лаліт Кумар                             |
| 1993 | ф   | Дядько Король                            | King Uncle                          | Аніл Бґансал                            |
| 1993 | ф   | Гравець                                  | Baazigar                            | Аджай Шарма / Вікі Мальґотра            |
| 1993 | ф   | Страх                                    | Darr                                | Рахул Меґра                             |
| 1993 | ф   | Інколи так інколи ні                     | Kaabhi haan kaabhi naa              | Суніл                                   |
| 1994 | ф   | Каприз                                   | Anjaam                              | Віджай Агніґотрі                        |
| 1995 | ф   | Каран і Арджун                           | Karan i Arjun                       | Арджун Сінґ / Віджай                    |
| 1995 | ф   | Час божевілля                            | Zamaana Deewana                     | Рахул Мальґотра(Сінґ?)                  |
| 1995 | ф   | Гудду                                    | Guddu                               | Гудду Баґадур                           |
| 1995 | ф   | Люба,це Індія                            | Oh Darling! Yeh Hai India!          | Гіро(Герой)                             |
| 1995 | ф   | Хоробре серце забере наречену            | Dilwale Dulhania Le Jayenge         | Радж Мальґотра                          |
| 1995 | ф   | Рам Джаане                               | Ram Jaane                           | Рам Джаане                              |
| 1995 | ф   | Триєдність                               | Trimurti                            | Ромі Сінґ / Бґом                        |
| 1996 | ф   | Англійський спадкоємець індійської сім'ї | English Babu Desi Mem               | Гопал Маюр і його сини Гарі і Вікрам    |
| 1996 | ф   | Бажаючи                                  | Chaahat                             | Руп Сінґ Раґод                          |
| 1996 | ф   | Армія                                    | Army                                | Арджун                                  |
| 1996 | ф   | -                                        | दुशमन दुनिया का                          | Бадру                                   |
| 1997 | ф   | -                                        | Gudnudee                            | запрошена зірка                         |
| 1997 | ф   | Вугілля                                  | Koyla                               | Шанкар                                  |
| 1997 | ф   | Так,бос!                                 | Yes Boss                            | Рахул Джоші                             |
| 1997 | ф   | На чужині                                | Pardes                              | Арджун Саагар                           |
| 1997 | ф   | Божевільне серце                         | Dil to pagal hai                    | Раґул                                   |
| 1998 | ф   | Двійник                                  | Duplicate                           | кухар Баблу Чаудґарі і злодій Ману Дада |
| 1998 | ф   | Несподіваність                           | Achaanak                            | грає самого себе                        |
| 1998 | ф   | Усім серцем                              | Dil se                              | Амаркант Варма                          |
| 1998 | ф   | Щось відбувається                        | Koochie koochie hota hai            | Раґул Ханна                             |
| 1998 | ф   | Перші відчутия                           | Premante Idera                      | запрошена зірка                         |
| 1999 | ф   | Бадшах                                   | Baadshah                            | Радж Гіра/Бадшах                        |
| 2000 | ф   | Ніжні серця                              | Phir bhe dil hai hindustani         | Аджай Бакші                             |
| 2000 | ф   | Господи,зажди                            | Hey Ram                             | Амджад Алі Хан                          |
| 2000 | ф   | Містика                                  | Josh                                | Макс                                    |
| 2000 | ф   | Серця потребують кохання                 | Har dil jo pyar karega              | Раґул                                   |
| 2000 | ф   | Закохані                                 | Mohabbatein                         | Радж Аря'н Мальґотра                    |
| 2000 | ф   | Таємниця жінки                           | Gaja gamini                         | Шаґрух                                  |
| 2000 | ф   | Залишившись наодинці                     | One 2 Ka 4                          | Арун Варма                              |
| 2001 | ф   | Ашока\Асока                              | Asoka                               | Ашока/Асока                             |
| 2001 | ф   | І в радості,і в смутку                   | Kabhi Khuchie kabhi Gham...         | Раґул Райчанд                           |
| 2002 | ф   | Тільки ти,кохана                         | Hum tumhare hai sanam               | Гопал                                   |
| 2002 | ф   | Болівуд Сабріни                          | Sabrina's Bollywood                 | грає самого себе                        |
| 2002 | ф   | Девдас                                   | Devdas                              | Девдас Муґерджі                         |
| 2002 | ф   | Шакті:Сила                               | Shakti:the Power                    | Джайсінґ                                |
| 2002 | ф   | Анатомія кохання                         | Saathiya                            | Єшвант Рао                              |
| 2003 | ф   | Більше за життя                          | Larger,than life                    | грає самого себе                        |
| 2003 | ф   | На роздоріжжі                            | Chalte chalte                       | Радж Матґур                             |
| 2003 | ф   | Чи сонце зійде завтра над блакиттю?      | Kal ho na ho                        | Аман Матґур                             |
| 2004 | ф   | Ця прикра розлука                        | Yeh lamhe judaai ke                 | Душант                                  |
| 2004 | ф   | Я поруч                                  | Main hoon na                        | майор Рам Прасад Шарма                  |
| 2004 | ф   | Вір і Зара                               | Veer-Zaara                          | Вір Пратап Сінґ                         |
| 2004 | ф   | Любов до Батьківщини                     | Swades:we,people                    | Мохан Бґаргав                           |
| 2005 | ф   | Неочікувана зустріч                      | Kuch Meetha Ho Jaye                 | грає самого себе                        |
| 2005 | ф   | Калія                                    | Kaal                                | запрошена зірка                         |
| 2005 | ф   | Мистецтво кохати                         | Silsilay                            | Сутрадґар                               |
| 2005 | ф   | Головоломка/Загадка                      | Paheli                              | Кішенлал / привид                       |
| 2005 | док | Внутрішній світ Шахрух Хана              | The Inner World of Shah Rukh Khan   | грає самого себе                        |
| 2005 | док | Зовнішній світ Шахрух Хана               | The Outer World of Shah Rukh Khan   | грає самого себе                        |
| 2006 | ф   | Алаг:різний і самотній                   | Alag:he is different.He is alone... | запрошена зірка                         |
| 2006 | ф   | Інколи не кажи прощавай                  | Kabhi alvida na kehna               | Дев Саран                               |
| 2006 | ф   | Дон                                      | Don: The Chase Begins Again         | Дон / Віджай                            |
| 2006 | ф   | Я бачу тебе                              | I See You                           | вуличний гітарист                       |
| 2007 | ф   | Вперед,Індія!                            | Chak de!India                       | Кабір Хан                               |
| 2007 | ф   | Привіт, малюк                            | Heyy Babyy                          | Радж Мальґотра                          |
| 2007 | ф   | Ом шанті ом                              | Om shanti om                        | Ом Пракаш Маґіджа/Ом Капур              |
| 2008 | ф   | Привид Натх                              | Bhoonath                            | Адітья Шарма                            |
| 2008 | ф   | Божевільна четвірка                      | Krazzy 4                            | грає самого себе                        |
| 2008 | ф   | В тобі я бачу Бога                       | Rab ne bana di jodi                 | Суріндер "Сурі" Сахні / Радж            |
| 2008 | ф   | Доля з'єднання                           | Kismat Konnection                   | оповідник,озвучування                   |
| 2008 | ф   | Хоробрість                               | Shaurya                             | оповідник                               |
| 2009 | ф   | Біллу                                    | Billu                               | Сахір Хан                               |
| 2009 | ф   | Шанс на щастя                            | Luck by Chance                      | грає самого себе                        |
| 2010 | ф   | Отримати нареченого                      | Dulha mil gaya                      | Паван Радж Ганді                        |
| 2010 | ф   | Мене звати Хан                           | My name is Khan                     | Різван Хан                              |
| 2010 | ф   | Шахрух сказав:"Ти гарна"                 | Shakrukh bhola:"Khubsurat hai tu"   | грає самого себе                        |
| 2011 | ф   | Завжди або інколи                        | Always Kabhi Kabhi                  | запрошена зірка                         |
| 2011 | ф   | Кохання.Розлучення.Життя                 | Love Breakups Zindagi               | грає самого себе                        |
| 2011 | ф   | Ра.Ван                                   | Ra.One                              | Шен Хар Субраманіум / Джі Ван           |
| 2011 | ф   | Дон 2                                    | Don 2                               | Дон                                     |
| 2011 | мф  | Щось відбувається                        | Koochie Koochie Hota Hai            | Рокі (голос за кадром)                  |
| 2012 | ф   | Поки живий                               | Jab tak haan jaan                   | Самар Ананд                             |
| 2013 | ф   | Історії Бомбею                           | Bombay Talkies                      | запрошена зірка                         |
| 2013 | ф   | Ченайський потяг                         | Chennai Express                     | Рахул Мітайвала                         |
| 2014 | ф   | З новим Роком                            | Happy New Year                      | Чарлі/Чандра Мохан Шарма                |
| 2015 | ф   | Золоте серце                             | Dilwale                             | Радж Бакші/Калія                        |
| 2016 | ф   | Вболівальник                             | Fan                                 | Арьян Хан і Гаурав Чандра               |
| 2016 | ф   | Як же серцю тяжко...                     | Ae dil hai mushkil                  | художник Тахір                          |
| 2016 | ф   | Любе життя!                              | Dear zindagi                        | Джеґангір Хан                           |
| 2017 | ф   | Раєс                                     | Raes                                | Раєс                                    |
| 2017 | ф   | Коли Гаррі зустрів Седжал                | Jab Harry met Sejal                 | Харіндер "Гаррі" Сінґ Нехра             |
| 2017 | ф   | Світ надії                               | Tubelight                           | маг Гого Пале                           |
| 2018 | ф   | Зеро                                     | Zero                                | Бава Сінґ                               |
| 2019 | ф   | Король Лев                               | The Lion King                       | Мустафа                                 |
| 2019 | ф   | Біба                                     | Biba/Marshmello Pritam              | запрошена зірка                         |
| 2022 | ф   |                                          | Rocketry:The Nambi Effect           | запрошена зірка                         |
| 2022 | ф   | Лал Сінґ Чадха                           | Laal Singh Chaddha                  | Радж Малґотра                           |
| 2022 | ф   | Брахмастра                               | Brahmāstra Part One: Shiva          | науковець                               |
| 2023 | ф   |                                          | Pathan                              | агент Фероз Петен                       |
| 2023 | ф   |                                          | Tiger 3                             | агент Фероз Петен                       |
| 2023 | ф   |                                          | Lion                                |                                         |